# Porsche 989
Der Porsche 989 war der Prototyp eines viertürigen Coupés von Porsche aus dem Jahre 1988, der nie in Serienproduktion ging.

## Geschichte

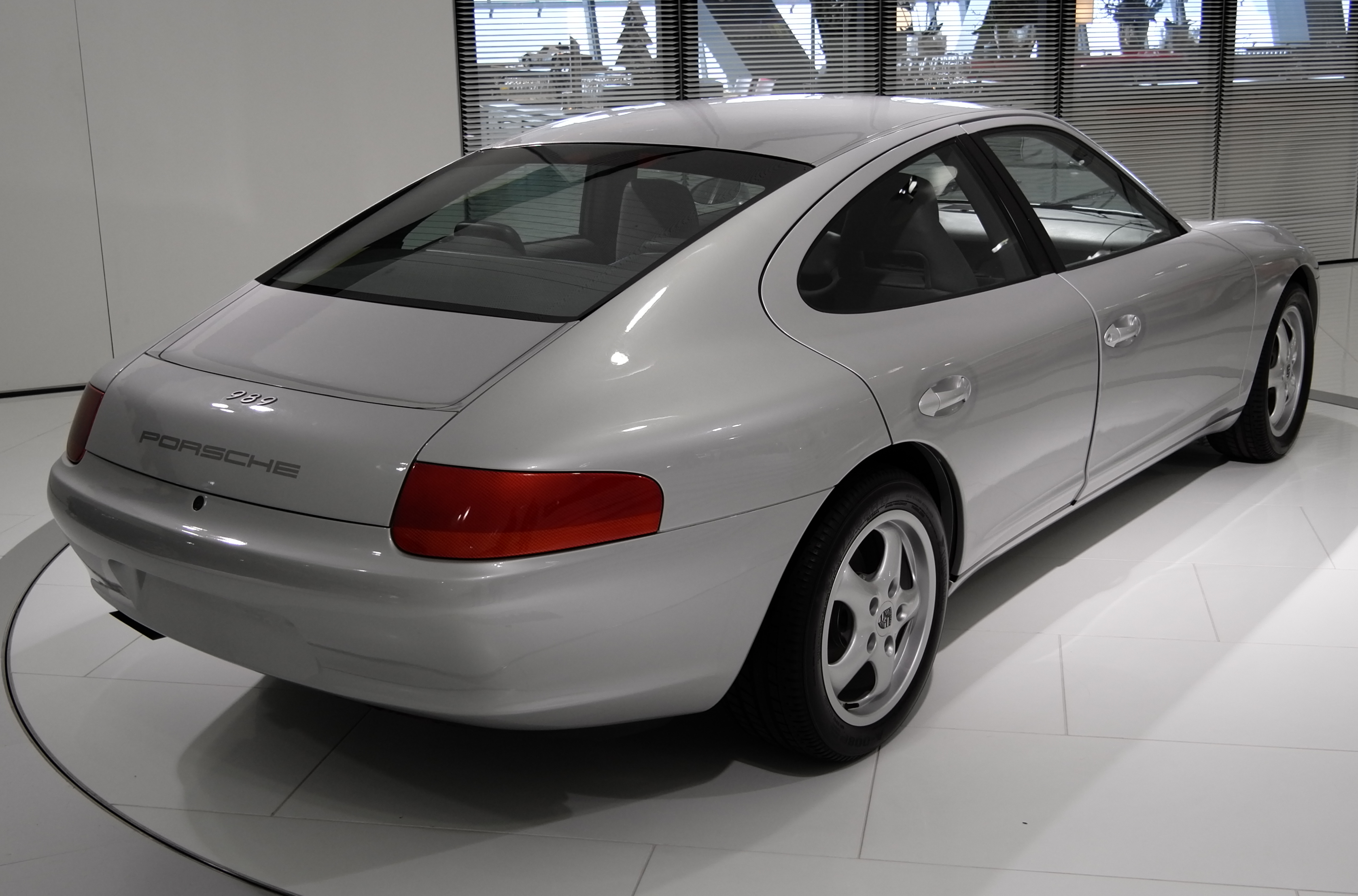
Porsche 989 Prototyp schräghinten

Aufgrund der guten Verkaufszahlen des 928 erwog man bei Porsche, ein weiteres sportliches Touringfahrzeug herzustellen. Dieses sollte mit vier Türen eine alltagstaugliche Alternative zum 928 sein. Der Entwicklungschef Ulrich Bez, 1988 von BMW zu Porsche gewechselt, sollte die Vorgaben in dem Entwicklungsprojekt umsetzen. Diese lauteten, dass das neue Fahrzeug luxuriös und komfortabel sein und dabei trotzdem einen sportlichen Charakter, ähnlich den Fahrzeugen von Mercedes und BMW, haben sollte.
Der Prototyp hatte einen neu entwickelten Frontmotor und einen Hinterradantrieb. Die Leistung des wassergekühlten V8-Motors lag bei etwa 220 kW (300 PS). Der Hubraum sollte zwischen 3,6 und 4,2 Litern liegen. Der Radstand der Bodenplattform lag bei 2826 mm.
Das Fahrzeugdesign wurde von Harm Lagaay entworfen und enthielt bereits einige stilistische Merkmale, die bei späteren Fahrzeugentwürfen der Modelle 968, 993 und 996 aufgegriffen wurden. Im Detail waren dies die Querlenkeraufhängung und die Frontscheinwerfer des 959, die später auch beim 993 eingesetzt wurden. Ebenfalls wurde die Linienführung der Karosserie später beim 996 ähnlich der des 989 gewählt.
Nachdem für das Projekt 600 Millionen DM Entwicklungskosten ausgegeben worden waren, trennte sich die Porsche AG im September 1991 von Bez. Das Projekt 989 wurde im Januar 1992 endgültig eingestellt. Der Preis für eine Limousine wurde auf 160.000 bis 170.000 DM geschätzt. Hauptgründe für das Beenden der Entwicklung waren die rückläufigen Verkaufszahlen des 928, die allgemein rückläufigen Absatzzahlen in den Jahren 1989 bis 1991 sowie eine Vorausschau der Entwicklungskosten, die die Budgetplanung um 50 % übertrafen und im Fall einer Fortführung des Projektes bis zur geplanten Markteinführung Mitte der 1990er Jahre auf eine Milliarde Mark geschätzt wurden. In dieser Situation wurden die Risiken des Entwicklungsprojektes höher als der Nutzen für das Unternehmen Porsche bewertet; auch der damalige Vorstandschef Arno Bohn musste 1992 das Unternehmen verlassen.
Vorgänger dieses 989 war ein um zwei Türen verlängerter Prototyp des Porsche 911, ebenso wie der Prototyp des 989 ein Einzelstück. Als Nachfolger kann der Panamera angesehen werden, der seit 2009 produziert wird. Erstes viertüriges Serienmodell von Porsche war der Cayenne – nicht als Sportlimousine wie der 989, sondern als SUV.